# 鸚鵡籠中記
『鸚鵡籠中記』（おうむろうちゅうき）は、尾張藩の尾張徳川家の家臣であった朝日文左衛門重章によって書かれた日記。内容は貞享元（1684）年から享保2（1717）年におよぶ。

## 概要
貞享元年から7年間の内容は、父重村の留め書きを後に付加したものである。重章による書き始めは元禄4年6月13日（旧暦、1691年7月8日）、書き終わりは享保2年12月29日（旧暦、1718年1月30日）。期間26年8ヶ月、日数8,863、冊数37、字数200万におよぶ膨大な日記で、貞享から享保年間の尾張藩史料として、文学・芸能・風俗資料として非常に貴重なものである。
その内容は、尾張藩の中級武士としての日々の生活を中心に、藩主の行動や世上の風聞などを記したもので、日々の天候まで詳細に記録されている。当時、尾張藩は藩政確立期であるとともに、様々な不祥事も起こしており、公的な史料に残らなかった史実も書き留めている。また、重章が歌舞伎や浄瑠璃、飲食を愛する人物であったため、これらに関する記述も詳しい。
『元禄御畳奉行の日記』では、籠の中にいる鸚鵡のように口真似をしているつもりで、日常見聞きした事柄を書き綴った日記という意味ではないかという推測がされている。
朝日重章の死後、跡継ぎに娘しかいなかったため養子を立てたが、病弱であったためほどなく知行を返上、朝日家が断絶したため、経緯は不明ながら『鸚鵡籠中記』は尾張藩の藩庫に秘蔵された。その後、昭和40年代までの約250年にわたって公開されず、幻の書として存在のみが知られていた。
『鸚鵡籠中記』の公開がはばかられた理由は、尾張藩への批判や醜聞が記載されていたためと考えられる。例えば4代藩主徳川吉通の大酒などの愚行を記述し、藩主と追従する重臣を批判している。またその生母本寿院の好色絶倫な荒淫ぶりをいくつも記載していたり、当時の生類憐愍の令について、尾張藩において取り締まりがほとんど行われていなかった事実も記載されている。
現在、唯一の刊本を徳川林政史研究所が所蔵している。抄本は大道寺家本、国会図書館本、名古屋鶴舞図書館本などがある。現存する写本は、端正な筆跡で整然と記述されている点から、朝日文左衛門自身が書いた物ではなく、遺族が藩に提出した物を記録用に祐筆が清書した物ではないかとされる。

## 翻刻・校訂本
全文の翻刻は『名古屋叢書』の第9巻から第12巻に収録されている。また、摘録が塚本学の編集により刊行されている。訳・解説には、加賀樹芝朗『朝日文左衛門「鸚鵡篭中記」』（江戸時代選書1 雄山閣 2003年）がある。
- 名古屋市教育委員会 編『名古屋叢書』 続編 第9巻、名古屋市教育委員会、1965年。
- 名古屋市教育委員会 編『名古屋叢書』 続編 第10巻、名古屋市教育委員会、1966年。
- 名古屋市教育委員会 編『名古屋叢書』 続編 第11巻、名古屋市教育委員会、1968年。
- 名古屋市教育委員会 編『名古屋叢書』 続編 第12巻、名古屋市教育委員会、1969年。
  - 名古屋市教育委員会 編『名古屋叢書　校訂復刻』 続編 第9巻、愛知県郷土資料刊行会、1983年10月。
  - 名古屋市教育委員会 編『名古屋叢書　校訂復刻』 続編 第10巻、愛知県郷土資料刊行会、1983年10月。
  - 名古屋市教育委員会 編『名古屋叢書　校訂復刻』 続編 第11巻、愛知県郷土資料刊行会、1983年11月。
  - 名古屋市教育委員会 編『名古屋叢書　校訂復刻』 続編 第12巻、愛知県郷土資料刊行会、1983年11月。
- 栗田奏二 編『日本食肉史基礎資料集成』 第410輯、栗田、1994年。
- 朝日重章『摘録　鸚鵡篭中記――元禄武士の日記』 上、塚本学編注、岩波書店〈岩波文庫 青463-1〉、1995年1月。ISBN 4-00-334631-9。
- 朝日重章『摘録　鸚鵡籠中記――元禄武士の日記』 下、塚本学編注、岩波書店〈岩波文庫 青463-2〉、1995年2月。ISBN 4-00-334632-7。
- 朝日文左衛門『朝日文左衛門『鸚鵡籠中記』』加賀樹芝朗訳・解説、雄山閣〈江戸時代選書 1〉、2003年8月。ISBN 4-639-01800-2。
- 林董一「『鸚鵡籠中記』諸本成立考」、林董一 編『近世名古屋享元絵巻の世界』清文堂出版、2007年7月。ISBN 978-4-7924-0631-8。

## 関連作品
- 神坂次郎『元禄御畳奉行の日記 尾張藩士の見た浮世』（中公新書、1984　のち中公文庫）本書は横山光輝により同名で漫画化された（中央公論社、1986 のち秋田文庫上下、秋田書店）。また、1986年11月には中日劇場自主製作で、「元禄御畳奉行の日記」が菅原文太主演で上演、中日劇場初のNHK全国中継となった[2][3]。
- 石川サブロウ（原作 土岐正造）『ひょぼくれ文左〜鸚鵡籠中記より〜』（リイド社『コミック乱』連載）

- 石ノ森章太郎『フォーカス奉行 朝日文左ヱ門』サンケイ出版、1987年5月。2015年4月現在、電子書籍『石ノ森章太郎デジタル大全』シリーズの一冊として有料配信されている。